# NBA 2K17
NBA 2K17 es un videojuego de baloncesto desarrollado por Visual Concepts y publicado por 2K Sports para PlayStation 3, PlayStation 4, Xbox 360, Xbox One, Microsoft Windows, Android e iOS.

## Equipos

### NBA

#### Conferencia este
|  | División Atlántico Boston Celtics New York Knicks Toronto Raptors Brooklyn Nets Philadelphia 76ers | División Central Chicago Bulls Cleveland Cavaliers Detroit Pistons Indiana Pacers Milwaukee Bucks | División Sureste Miami Heat Washington Wizards Charlotte Hornets Orlando Magic Atlanta Hawks |

#### Conferencia oeste
|  | División Noroeste Oklahoma City Thunder Portland Trail Blazers Denver Nuggets Minnesota Timberwolves Utah Jazz | División Pacífico Los Angeles Lakers Los Angeles Clippers Golden State Warriors Phoenix Suns Sacramento Kings | División Suroeste San Antonio Spurs Dallas Mavericks Houston Rockets Memphis Grizzlies New Orleans Pelicans |

### Euroliga
|  | Alemania Alba Berlin Bayern Munich Brose Baskets | España FC Barcelona Real Madrid Laboral Kutxa Unicaja | Francia Nanterre Strasbourg | Grecia Olympiacos Panathinaikos | Israel Maccabi | Italia Montepaschi Emporio Armani |

|  | Lituania Lietuvos Žalgiris | Polonia Stelmet | Rusia Lokomotiv CSKA | Serbia Telekom Partizan | Ucrania Budivelnyk | Turquía Anadolu Fenerbahçe Galatasaray |

## Banda sonora

### Imagine Dragons Playlist
Imagine Dragons - Friction
 Imagine Dragons - Gold (Jorgen Odegard Remix)
 Imagine Dragons - Wings (Instrumental)
 K.Flay - Blood In The Cut
 Nico Vega - Beast
 Paper Route - Writing On The Wall
 Stokeswood - Forget
 The Moth & The Flame - Red Flag
 Tigertown - Lonely Cities
 Tor Miller - Carter & Cash

### Grimes Playlist
A Tribe Called Red - Maima Koopi (feat. OKA, Chippewa Travellers)
 Chairlift - Romeo
 Grimes - Kill v. Maim (in-game as KVM)
 Grimes - SCREAM (Instrumental)
  Grimes - California (HANA Remix)
 Lizzo & Caroline Smith - Let ‘Em Say
 Now, Now - Thread
 Outkast - Rosa Parks
 Santigold - Creator
 The Internet - Special Affair

### Noah Shebib Playlist
Action Bronson - Actin Crazy
 Daxz - Troop (Instrumental)
 Drake - Hype
 Drake - Pop Style
 Future - Ain’t No Time
 Hagler - Highs & Lows (Instrumental)
  ILoveMakonnen ft. Drake - Tuesday
 Majid Jordan - Every Step Every Way
 PartyNextDoor ft. Drake - Come and See Me
 Skepta - Shutdown

### Michael B. Jordan Playlist
Dougie F ft. Pitbull & 40 Cobras - On Purpose
 G-Eazy X Bebe Rexha - Me, Myself and I
 Jamie xx - I Know There’s Gonna Be (Good Times)
 Jay-Z - Heart of the City (Ain’t No Love)
 Kevin Ross - Stronger
 Kiiara - Gold
 Diddy - Workin
 Sam Sparro - 21st Century Life
 SBTRKT - Wildfire
 White Dave - Bands

### Alrededor del Mundo
Alison Wonderland - I Want U
 CRO - Melodie
 Ghemon - Adesso Sono Qui
 Jain - Come
  Kali Uchis - Ridin Round
 Lil' Kleine ft. Ronnie Flex - Bel Me Op
  Marcus Marr & Chet Faker - Learning For Your Love
 Sofi de la Torre - London x Paris (MACE Remix)
 The 1975 - The Sound
 Yuksek ft. Juveniles - Truth 
- Datos: Q23838183
- Multimedia: NBA 2K17 / Q23838183